# Tutto ciò che voglio
Tutto ciò che voglio (Please Stand By) è un film del 2017 diretto da Ben Lewin e interpretato da Dakota Fanning e Toni Collette.

## Trama
Wendy è una giovane ragazza autistica che vive in una casa-famiglia; appassionata conoscitrice dell’universo immaginario di Star Trek scrive un copione per partecipare a un concorso di sceneggiatura sul tema, indetto dalla Paramount. La sua ambizione è rendersi economicamente indipendente, provare di essere in grado di badare a se stessa e poter tornare ad abitare nella casa in cui è cresciuta con la sorella, ora sposata e madre di una bambina. Il giorno in cui dovrebbe spedire il dattiloscritto, però, ha un incontro con la sorella e, al suo rifiuto di riprenderla in casa, ha una crisi che la porta ad isolarsi per tutto il giorno. Solo a notte fonda si rende conto che, essendo ormai domenica, non riuscirà a far arrivare per posta il suo copione prima che scada il termine ultimo del concorso.     
Decisa a consegnare di persona la sceneggiatura, all’alba lascia la casa di gruppo e intraprende un lungo viaggio in un mondo che le è sconosciuto, che lei non comprende e dal quale non è compresa. A seguito di varie vicissitudini, superando le sue paure e l'ostilità della gente, arriva a Los Angeles nascondendosi dentro il bagagliaio di un autobus. Quando la polizia, allertata sulla sua scomparsa, la rintraccia, un agente riesce a tranquillizzarla parlandole in lingua klingon. Riunitasi alla sorella e alla responsabile della casa-famiglia, giunte nel frattempo a Los Angeles, viene accompagnata agli studi della Paramount dove, con uno stratagemma, riesce a consegnare il suo scritto in tempo utile. 
Tornata alla casa del gruppo, riceve in seguito una lettera della Paramount Pictures che la informa che la sua sceneggiatura non è stata scelta, ma la incoraggia a continuare a scrivere. Wendy, nonostante tutto, è soddisfatta dell’esperienza e ancor più dell’accoglienza della sorella che, per la prima volta, le affida tra le braccia la nipotina. 

## Distribuzione
La pellicola è stata presentata in anteprima il 27 ottobre 2017 all'Austin Film Festival e il 31 ottobre 2017 alla Festa del Cinema di Roma, nella sezione Alice nella città.

## Accoglienza
Sul sito Rotten Tomatoes, il film è stato accolto tiepidamente dalla critica, ottenendo il 58% delle recensioni professionali positive con un voto medio di 5,7 su 10, basato su 26 recensioni.